# Погодинов псалтир
Погодински псалтир је старосрпски ћирилични рукопис који се чува у Националној библиотеци Русије у Санкт Петербургу (шифра Погод. бр. 8) . 
Име је добио по свом претходном власнику, руском историчару и писцу Михаилу Погодину (1800—1875). Састоји се од 278 листова. Написано ћирилицом на пергаменту и садржи Давидове псалме са тумачењем Исихије Јерусалимског (раније приписано Атанасију Александријском) .
Калиграфски рукопис са богатом орнаментиком, украшен плетеним покривалима за главу и зооморфним (животињским) иницијалима. Датирано у касни 13. или почетак 14. века . У преписивању је учествовало два писара, а препис је са архаичног оригинала, вероватно у једном од центара југоисточне Македоније, на шта указују језичке карактеристике. Правопис је двостепени, четворостепени, замена назала је недоследна, а денализација ретка. Рукопис припада архаичном издању псалтира, карактеристичном за Охридску књижевну школу.